# Psychotria semperflorens
Psychotria semperflorens är en måreväxtart som beskrevs av Jean Armand Isidore Pancher och Georges Eugène Charles Beauvisage. Psychotria semperflorens ingår i släktet Psychotria och familjen måreväxter. Inga underarter finns listade i Catalogue of Life.